# Teucholabis nebulipennis
Teucholabis nebulipennis är en tvåvingeart som beskrevs av Alexander 1928. Teucholabis nebulipennis ingår i släktet Teucholabis och familjen småharkrankar.
Artens utbredningsområde är Jamaica. Inga underarter finns listade i Catalogue of Life.